# 施拉普劳
施拉普劳是德国萨克森-安哈尔特州的一个市镇。总面积7.06平方公里，总人口1163人，其中男性562人，女性601人（2011年12月31日），人口密度165人/平方公里。